# Tom Rietberg
Tom Rietberg (29 juli 1982) is een Nederlands voormalig voetballer die als aanvaller voor FC Den Bosch speelde.

## Carrière
Tom Rietberg speelde in de jeugd van GC & FC Olympia, waar hij ook in het eerste elftal speelde. Van 2003 tot 2005 speelde hij twee seizoenen voor Jong FC Den Bosch, maar kwam wel één keer uit voor het eerste elftal. Dit was op 27 augustus 2004, in de met 1-2 verloren thuiswedstrijd tegen Willem II. Hij kwam in de 78e minuut in het veld voor Dennis Schulp. Na een proefperiode bij FC Dordrecht keerde Rietberg in 2005 terug bij zijn oude club Olympia, waar hij sinds 2012 hoofdtrainer is.

### Statistieken
| Seizoen                   | Club           | Land           | Competitie     | Competitie | Competitie | Beker | Beker | Totaal | Totaal |
| Seizoen                   | Club           | Land           | Competitie     | Wed.       | Dlp.       | Wed.  | Dlp.  | Wed.   | Dlp.   |
| ------------------------- | -------------- | -------------- | -------------- | ---------- | ---------- | ----- | ----- | ------ | ------ |
| 2004/05                   | FC Den Bosch   | Nederland      | Eredivisie     | 1          | 0          | 0     | 0     | 1      | 0      |
| Carrièretotaal            | Carrièretotaal | Carrièretotaal | Carrièretotaal | 1          | 0          | 0     | 0     | 1      | 0      |
| Bijgewerkt op 8 juni 2018 |                |                |                |            |            |       |       |        |        |